# ماني مونتيس
ماني مونتيس (بالإنجليزية: Manny Montes)‏ هو موسيقي أمريكي، ولد في 16 ديسمبر 1984 في Aguadilla, Puerto Rico ‏ في الولايات المتحدة.

## وصلات خارجية
- ماني مونتيس على موقع IMDb (الإنجليزية)
- ماني مونتيس على موقع روتن توميتوز (الإنجليزية)
- ماني مونتيس على موقع ميوزك برينز (الإنجليزية)
- ماني مونتيس على موقع أول ميوزيك (الإنجليزية)